# Ишайр
Ишайр (арм. Իշայր) — гавар в провинции Мокк Великой Армении.